# Mała banda czworga
Mała banda czworga – grupa czterech członków Biura Politycznego KC Komunistycznej Partii Chin, współpracowników Hua Guofenga, którzy przeciwstawiali się reformom Deng Xiaopinga. Do grupy tej należeli: wiceprzewodniczący KC KPCh i były szef ochrony Mao Zedonga Wang Dongxing, wicepremierzy Ji Dengkui i Chen Xilian oraz burmistrz Pekinu Wu De. W lutym 1980 roku wszyscy zostali usunięci z zajmowanych stanowisk. Nazwa grupy jest nawiązaniem do bandy czworga.